# Soyauxia glabrescens
Soyauxia glabrescens är en tvåhjärtbladig växtart som beskrevs av Adolf Engler. Soyauxia glabrescens ingår i släktet Soyauxia och familjen Peridiscaceae. Inga underarter finns listade i Catalogue of Life.